# Istočni centralnosudanski jezici
Istočni centralnosudanski jezici,  manja od dviju glavnih skupina nilsko-saharskih jezika raširenih u državama Demokratska Republika Kongo, Sudan i Uganda.   Sastoji se od (22) jezika i četiri glavne podskupine: 
a) Lendu (3) Demokratska Republika Kongo: bendi, lendu, ngiti;
b) Mangbetu (3) Demokratska Republika Kongo: asoa, lombi, mangbetu;
c) Mangbutu-Efe (6) Demokratska Republika Kongo i Sudan: efe, lese, mamvu, mangbutu, mvuba, ndo;
d) Moru-Madi (10) Demokratska Republika Kongo, Sudan, Uganda: 
d1. Centralni (6): aringa, avokaya, keliko, logo, lugbara, omi;
d2. sjeverni/Northern (1):  moru;
d3. južni/Southern (3): južni ma'di, ma'di, olu'bo.

## Vanjske poveznice
- Ethnologue (14th)
- Ethnologue (15th)